# Sielsowiet Michanowicze
Sielsowiet Michanowicze (biał. Міханавіцкі сельсавет, ros. Михановичский сельсовет) – sielsowiet na Białorusi, w obwodzie mińskim, w rejonie mińskim.

## Miejscowości
- agromiasteczka:
  - Czuryłowicze
  - Michanowicze
- wsie:
  - Aleksiejówka
  - Bardziłówka
  - Berezyna
  - Dubowy Las
  - Hrebielka
  - Kajkowo
  - Kalinina (hist. Ignatycze)
  - Kociahy
  - Michanowicze
  - Piaresieka
  - Plebańce
  - Serafinowo